# Не лечи меня
«Не лечи меня» — российский комедийный фильм режиссёра Михаила Маралеса. Премьера фильма в России состоялась 14 января 2021 года.

## В ролях
- Иван Янковский — Илья, хирург-травматолог
- Лукерья Ильяшенко — Вера
- Александр Демидов — Степан Олегович, заведующий отделением хирургии
- Дмитрий Нагиев — чиновник
- Елена Север — Шерман, главврач
- Даниил Вахрушев — Макс
- Пётр Фёдоров — Вадим
- Наталья Тетенова — Тоня Завьялова
- Татьяна Жукова-Киртбая — бабушка Завьяловой
- Андрей Дерюгин — Егорыч, прозектор